# 噬脯氨酸菌属
噬脯氨酸菌属也称噬嘌呤菌属，为类芽孢杆菌科的一个属。该属的模式种为小束噬嘌呤菌（Prolinoborus fasciculus）。

## 下属物种
- 小束噬嘌呤菌 Prolinoborus fasciculus (Strength et al. 1976) Pot et al. 1992，小束水螺菌